# Turkiet i olympiska sommarspelen 1960
Turkiet deltog i de olympiska sommarspelen 1960 i Rom med en trupp bestående av 49 deltagare, 46 män och tre kvinnor, vilka deltog i 41 tävlingar i sex sporter. Turkiet slutade på sjätte plats i medaljligan, med sju guldmedaljer och nio medaljer totalt.

## Medaljer

### Guld
- Ahmet Bilek - Brottning, fristil, flugvikt.
- Mustafa Dağıstanlı - Brottning, fristil, fjädervikt.
- Hasan Güngör - Brottning, fristil, mellanvikt.
- İsmet Atlı - Brottning, fristil, lätt tungvikt.
- Müzahir Sille - Brottning, grekisk-romersk stil, fjädervikt.
- Mithat Bayrak - Brottning, grekisk-romersk stil, weltervikt.
- Tevfik Kış - Brottning, grekisk-romersk stil, lätt tungvikt.

### Silver
- İsmail Ogan - Brottning, fristil, weltervikt.
- Hamit Kaplan - Brottning, fristil, tungvikt.